# Family Circle Cup 1991
Il Family Circle Cup 1991 è stato un torneo di tennis giocato sulla terra verde. È stata la 19ª edizione del Family Circle Cup, che fa parte della categoria Tier I nell'ambito del WTA Tour 1991. Si è giocato al Family Circle Tennis Center di Hilton Head negli Stati Uniti dal 1° al 7 aprile 1991.

## Campionesse

### Singolare
Gabriela Sabatini ha battuto in finale  Leila Meskhi con il punteggio di 6–1, 6–1

### Doppio
Claudia Kohde Kilsch /  Nataša Zvereva hanno battuto in finale  Mary Lou Daniels /  Lise Gregory con il punteggio di 6–4, 6–0